# Tauragė

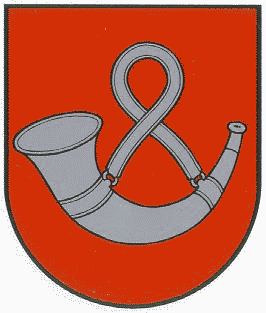
Brasão de armas de Tauragė.

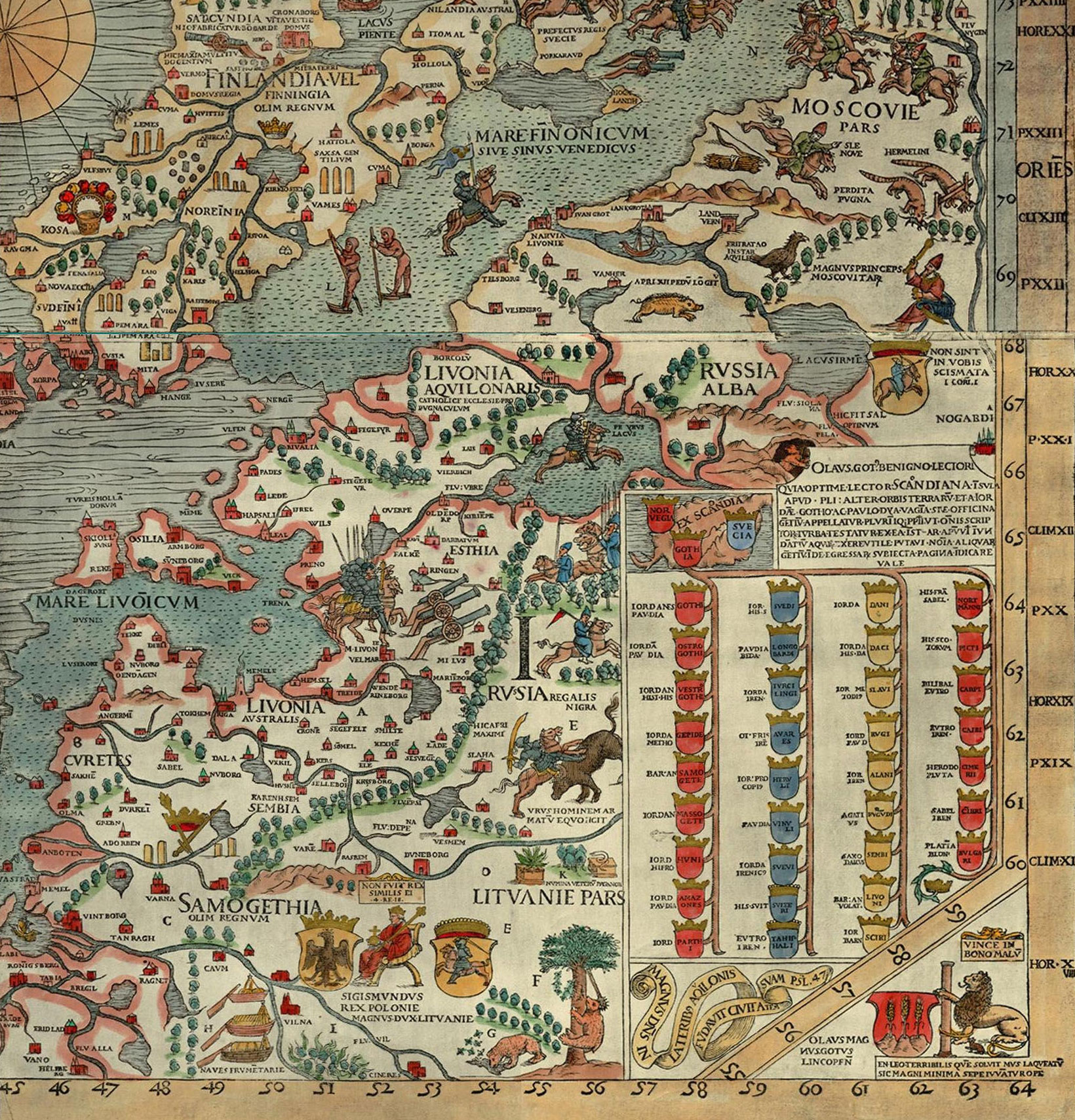
Taurage designada por Tan Ragh no mapa da Carta marina de 1539

Tauragė (pronunciaçãoⓘ; conhecida também por outros nomes estrangeiros, é uma cidade industrial na Lituânia, e a capital do apskritis de Tauragė. Em 2005, sua população era de 28.504 pessoas. Tauragė está situada no Rio Jūra, perto da fronteira com a Rússia do Oblast de Kaliningrado, e não muito longe da costa do Mar Báltico.
Tauragė recebeu seus direitos de cidade em 1932, e seu brasão de armas (uma corneta de caça prateada em um campo de goles), em 1997. Notáveis edifícios na cidade incluem o palácio neo-gótico Radziwiłł - "o castelo" (atualmente sediando uma escola, e o museu regional "Santaka") e várias igrejas: a Luterana (construída em 1843), a Orthodoxa (1853), e a Católica (1904). Uma fábrica de manufatura de cerâmicas opera na cidade.

## Cidades-irmãs
As cidades-irmãs de Tauragė são:
- Bełchatów (Polônia)
- Kutno (Polônia)
- Riedstadt (Alemanha)